# Pule
Le pule (en serbe : пуле сир, pule sir, ou магарећи сир, magareći sir) est un fromage serbe à base de lait d'ânesse et de lait de chèvre. Produit dans la réserve naturelle de Zasavica, il est considéré comme le fromage le plus cher au monde.

## Caractéristiques

### Description
Le pule se présente sous l'apparence de mottes en forme de cloche, d'une masse standard de 50 g et de couleur blanche à légèrement jaunâtre. Son co-créateur Slobodan Simić recommande de le déguster en fines tranches. À la découpe, il présente une texture plus ferme et moins friable qu'un fromage de chèvre,, voire légèrement crémeuse. Son odeur, marquée, est décrite par le journaliste britannique Robert Hardman comme similaire à celle d'un fromage de brebis fort, mais moins intense que celle de l'époisses ou du stinking bishop. Quant à son goût, il est caractérisé par Kristin Vuković de la BBC comme « doux, franc et délicat », ; le critique spécialisé Charles Campion le dépeint comme « vieilli et renfermé » , rappelant celui du manchego, tandis que Robert Hardman le rapproche également du fromage de chèvre, de la feta et du wensleydale.

### Composition
| Paramètre                                  | Valeur moyenne |
| ------------------------------------------ | -------------- |
| pH                                         | 4,7            |
| Matière sèche                              | 61,5 %         |
| Protéines                                  | 20,7 %         |
| Lipides                                    | 23,4 %         |
| Humidité rapportée sur l'extrait dégraissé | 46,4 %         |
| Gras sur sec                               | 65,8 %         |
| Cendres                                    | 2,5 %          |
| Lactose                                    | 3,2 %          |
| Sel                                        | 9,6 %          |
| Sodium                                     | 30,0 g/kg      |
| Potassium                                  | 4,7 g/kg       |
| Calcium                                    | 5,8 g/kg       |
| Magnésium                                  | 3,1 g/kg       |
| Potassium                                  | 4,2 g/kg       |
| Fer                                        | 1,6 mg/kg      |
| Zinc                                       | 12,8 mg/kg     |
| Azote total                                | 3,3 %          |
| Azote non caséinique                       | 0,5 %          |
| Azote non protéique                        | 0,07 %         |
| Caséine                                    | 17,5 %         |
| Protéine de lactosérum                     | 2,7 %          |

Le pule se classe parmi les fromages extra-durs et extra-gras, du fait de sa faible humidité rapportée sur l'extrait dégraissé et de son important pourcentage de gras sur sec. Sa valeur énergétique pour 100 g est d'environ 1 321 kJ, soit 316 kcal. Ses principaux acides gras sont l'acide palmitique, qui forme 25,1 % de sa masse totale d'acides gras, et l'acide oléique, qui en forme 24,7 % ; il contient aussi des teneurs notables en acides myristoléique (9,4 %), caprique (8,5 %), linoléique (7,2 %), stéarique (6,9 %), laurique (5,3 %), caprylique (2,8 %), caproïque (1,6 %), alpha-linolénique (1,4 %) et hénéicosanoïque (1,1 %). Sa richesse en magnésium et en potassium, inhabituellement élevée pour un fromage, peut être attribuée à la présence respective de ces deux minéraux dans le lait d'ânesse et le lait de chèvre.

## Procédé de fabrication

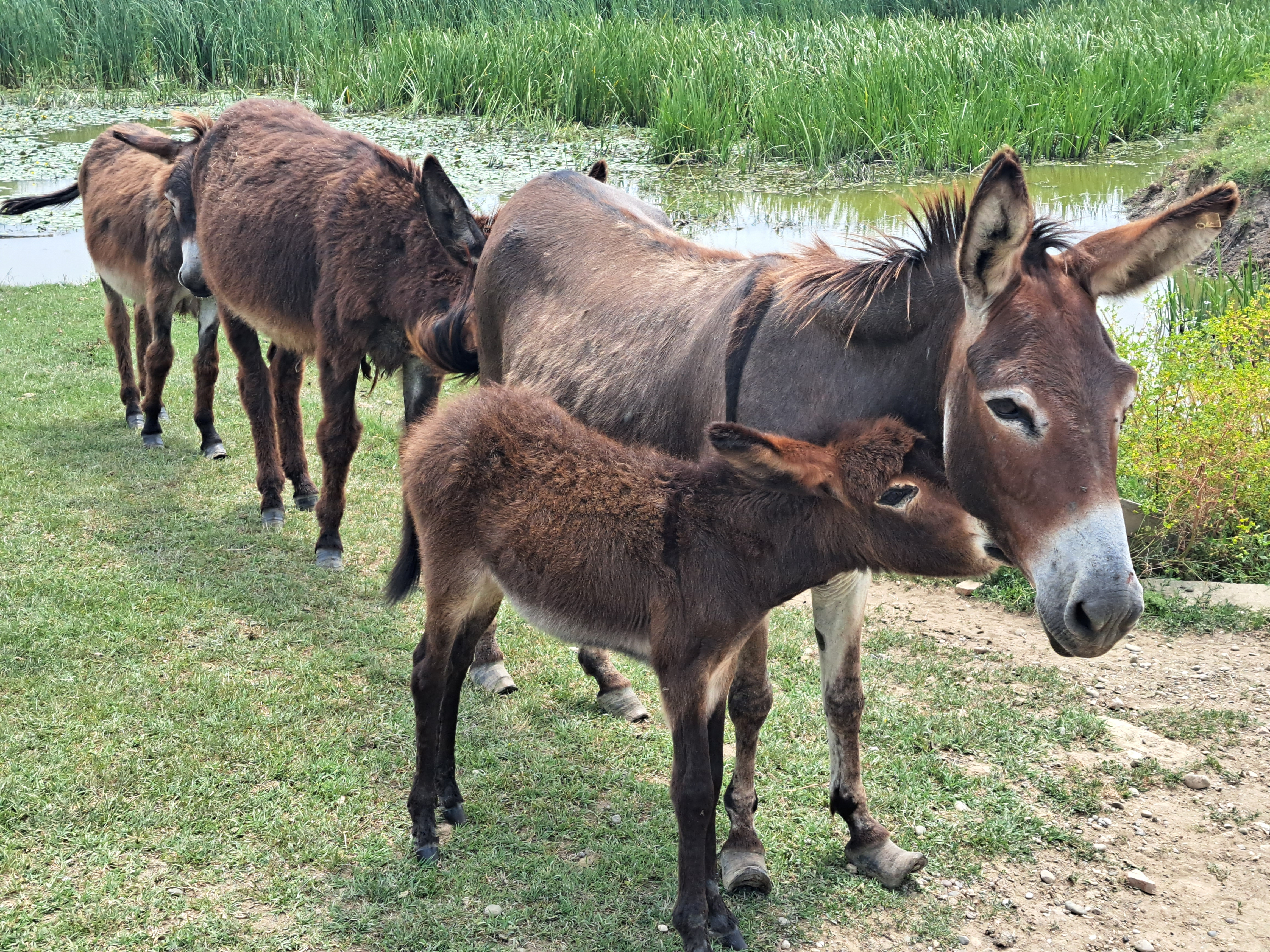
Ânes des Balkans à Zasavica.

Le pule est produit à partir de lait d'ânesses des Balkans (en), à hauteur de 60 % volumiques, et de chèvres de race saanen (Sanska), à hauteur de 40 % volumiques. Ce mélange est pasteurisé à 65 °C pendant 30 min, puis refroidi à 38 °C. Après ajout de bactéries lactiques et de chlorure de calcium, le lait est refroidi à 32 °C et est emprésuré à pH 7,2 par un mélange de chymosine et de pepsine. À l'issue du processus de coagulation, le caillé obtenu est découpé et égoutté pour en éliminer le lactosérum. L'égouttage se poursuit à 14 °C pendant une nuit, puis le caillé est versé dans des moules et déshydraté par ajout de gros sel. Le fromage est ensuite affiné pendant six mois à 14 °C. 25 L de mélange de lait d'ânesse et de lait de chèvre sont nécessaires pour produire 1 kg de fromage.

## Histoire
Le pule est créé en 2012 par des éleveurs de la réserve naturelle de Zasavica, dans le Nord de la Serbie. Le principe d'un fromage à base de lait d'ânesse provient de Slobodan Simić, environnementaliste et ancien parlementaire ayant contribué à la création de la réserve en 1997. Trois ans plus tard, après avoir été témoin des mauvais traitements infligés à des ânes des Balkans (en) ayant cessé d'être utilisés pour le travail ou le transport, il fonde une ferme consacrée à la préservation de cette race locale. Le cheptel d'ânes s'agrandit au fil des années jusqu'à atteindre les 130 animaux en 2012.
Pour promouvoir ses actions de sauvegarde de l'animal,, Simić a l'idée de valoriser le lait des ânesses sous forme de fromage. Cette démarche étant totalement inédite, une série d'expériences est conduite dans la laiterie locale — habituellement utilisée pour produire du fromage de chèvre — sous la supervision du spécialiste en transformation laitière Stevan Marinković. Pour pallier la faible teneur en caséine du lait d'ânesse, qui ne permet pas de l'utiliser seul pour produire du fromage, Marinković y mêle du lait de chèvre à différentes teneurs : la composition optimale retenue à l'issue des expériences est de 60 volumes de lait d'ânesse pour 40 volumes de lait de chèvre,. Le fromage qui en résulte, baptisé pule (« ânon » ou « poulain » en serbo-croate), est présenté pour la première fois à l'international en septembre 2012, lors de la foire aux fromages de Frome (Somerset).

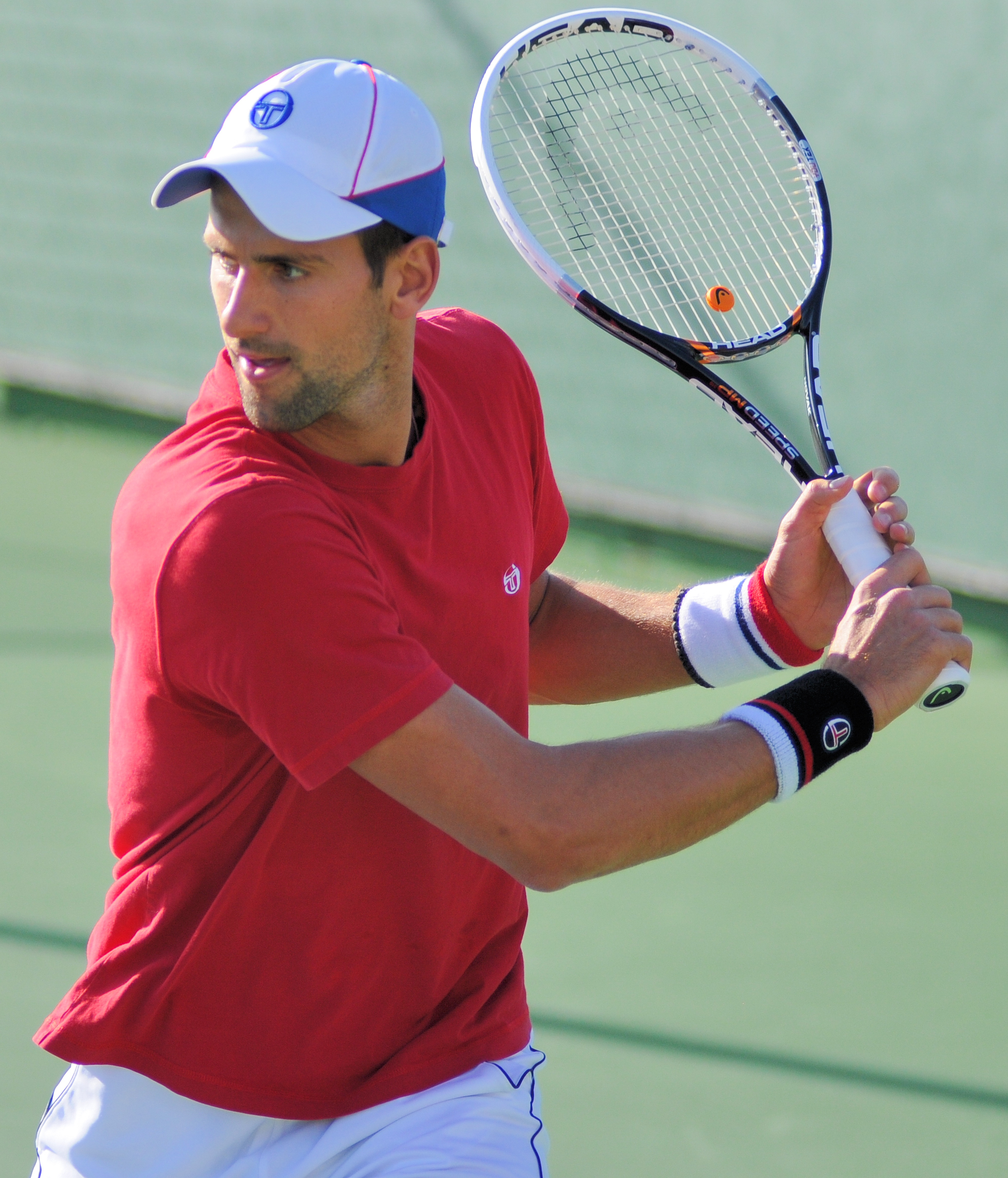
Novak Djokovic en 2012.

Son prix extrêmement élevé, 1 000 euros le kilogramme, offre au pule une petite notoriété en tant que « fromage le plus cher au monde ». Fin 2012, il connaît un surcroît de médiatisation lorsque plusieurs journaux britanniques, dont le Daily Telegraph et le Daily Mail, diffusent une information erronée selon laquelle l'intégralité de son stock aurait été achetée par le numéro 1 mondial de tennis Novak Djokovic afin de le proposer dans les restaurants dont il est propriétaire. La rumeur se révèle fausse — seul un échantillon de pule a été transmis au responsable du restaurant de Djokovic à Belgrade, assorti d'une proposition d'exclusivité qui n'a jamais reçu de réponse —, mais contribue à faire connaître le fromage et la réserve de Zasavica à travers le monde.
Toutefois, en raison d'inquiétudes sur l'utilisation de lait d'ânesse non pasteurisé, et malgré un vide réglementaire sur le sujet, les autorités serbes obligent les producteurs de pule à en cesser la fabrication industrielle. Dès lors, de petites quantités de fromage sont préparées artisanalement dans le village voisin de Glušci avec du lait légèrement pasteurisé. Cela n'empêche pas le cheptel d'ânes de Zasavica de poursuivre sa croissance (180 têtes en 2016, plus de 200 en 2019), permettant le maintien de l'activité fromagère,.

## Commercialisation
La ferme de Zasavica vend entre six et quinze kilogrammes de pule par an, principalement aux étrangers et aux touristes de passage. La stratégie commerciale des producteurs met en avant les vertus supposées du lait d'ânesse pour la santé : ses propriétés proches du lait maternel humain en ferait un remède naturel à diverses maladies, dont l'asthme et les bronchites,, tout en ralentissant le vieillissement et stimulant la virilité — même si ces bienfaits restent à prouver scientifiquement,. Le principal trait distinctif du pule reste toutefois son prix, 1 000 euros le kilogramme, qui en fait le fromage le plus cher au monde, : ce coût est lié à la faible productivité des ânesses, qui ne donnent chacune que 300 mL de lait par jour (contre 40 L pour une vache).

### Citations originales
1. ↑  (en) « sweet, clean and mild »
2. ↑  (en) « fusty-musty »